# Mantya, Kunigal
Mantya là một làng thuộc tehsil Kunigal, huyện Tumkur, bang Karnataka, Ấn Độ.